# Jugsalai
Jugsalai é uma cidade e um município no distrito de Purbi Singhbhum, no estado indiano de Jharkhand.

## Geografia
Jugsalai está localizada a 22° 46′ N, 86° 11′ L. Tem uma altitude média de 140 metros (459 pés).

## Demografia
Segundo o censo de 2001, Jugsalai tinha uma população de 46 061 habitantes. Os indivíduos do sexo masculino constituem 52% da população e os do sexo feminino 48%. Jugsalai tem uma taxa de literacia de 72%, superior à média nacional de 59,5%: a literacia no sexo masculino é de 77% e no sexo feminino é de 67%. Em Jugsalai, 13% da população está abaixo dos 6 anos de idade.